# Vincenzo Ottorino Gentiloni
Pour les articles homonymes, voir Gentiloni.

Le comte Vincenzo Ottorino Gentiloni (Filottrano, 13 octobre 1865 - Rome, 2 août 1916) était un homme politique italien, éponyme du Pacte Gentiloni avec les libéraux de Giovanni Giolitti qui marqua l'entrée officielle des catholiques dans l'activité politique du royaume d'Italie.

## Biographie

### Un catholique engagé dans le travail social
Le comte Vincenzo Ottorino Gentiloni du Saint Empire romain germanique était un dirigeant de l'Action catholique italienne (en italien: Azione Cattolica Italiana; ACI), président de l'Union catholique romaine et du Comité régional des Marches. En juillet 1909, le pape Pie X le nomme directeur de l'Union électorale catholique italienne (en italien: Unione Elettorale Cattolica Italiana, UECI) , qu'il dirige jusqu'à peu avant sa mort.
L'Union des électeurs catholiques avait succédé à l'Opera dei Congressi, dissoute par le pape Pie X le 28 juillet 1904 en raison de l'opposition persistante entre les "intransigeants" (opposés à tout accord avec l'État unitaire - le royaume d'Italie - qui avait occupé et évincé les États pontificaux) et les "transigeants" (favorables à un accord avec les libéraux du Risorgimento). Le comte Gentiloni était du côté des transigeants: il soutenait la monarchie et le gouvernement contre les avancées socialistes, marxistes et anarchistes qui les visaient, mais aussi tout ou partie du patrimoine de valeurs traditionnelles du monde catholique.
La nomination de Gentiloni à la tête de l'Union électorale en 1909 intervient peu de temps après la condamnation par le pape des soixante-cinq propositions modernistes contenues dans le décret Lamentabili sane exitu du 3 juillet 1907, et après l'excommunication du modernisme lui-même, présenté comme une synthèse de toutes les hérésies, contenue dans l'encyclique Pascendi Dominici gregis du 8 septembre suivant.

### Le Pacte et le parti libéral pro-catholique
En 1912, bien que le non expedit décrété par le pape Pie IX n'ait pas encore été révoqué, Gentiloni, en sa qualité de plus haute autorité de l'UECI, conclut avec Giovanni Giolitti l'accord qui sera appelé le Pacte Gentiloni, basé sur trois orientations fondamentales :
1. le financement des écoles privées (principalement catholiques) ;
2. l'engagement de ne pas permettre l'introduction du divorce en Italie ;
3. une juridiction séparée pour le clergé.

Dans l'esprit du Pacte, Gentiloni et Giolitti ont créé l'Union libérale de la période précédant immédiatement la Première Guerre mondiale, qui a inspiré les fondateurs du Parti libéral italien après la Seconde Guerre mondiale.
Dans le Parti libéral, fondé en 1912, se rejoignent le courant plus institutionnel du Risorgimento, lié à la tradition de la droite historique, et le courant catholique, largement majoritaire dans le pays, même si jusqu'à ce moment-là il était largement exclu de la participation officielle à la législation et à l'administration de l'État. À l'époque pré-fasciste, ce parti avait donc une orientation monarchiste, catholique et traditionaliste. Lors des élections politiques italiennes de 1913 - les premières de l'histoire italienne au suffrage universel masculin - le Parti libéral remporte une victoire écrasante. En favorisant l'élection des candidats qui s'étaient engagés à respecter les trois points du pacte Gentiloni, l'action du comte a soudainement inversé la subordination politique du catholicisme en Italie qui s'était produite après l'unification nationale.

### Nominations papales
Il était l'une des cinq camériers du numéro d'épée et de cape, appartenait à la Congrégation des Sacconi et était gouverneur du Sacramento et de Maria Santissima del Carmine à Trastevere.

### Décès
Au début de la Première Guerre mondiale, le comte Gentiloni s'engage dans l'armée comme officier d'artillerie. De retour chez lui en permission, il tombe malade d'une fièvre infectieuse (probablement le typhus) et, après 15 jours, il meurt à Rome, âgé de seulement cinquante ans.

## Décorations
- Commandeur de l'Ordre de Pie IX

## Source
- (it) Cet article est partiellement ou en totalité issu de l’article de Wikipédia en italien intitulé « Vincenzo Ottorino Gentiloni » (voir la liste des auteurs).

### Autres lectures
- (en) Frank J. Coppa. « Giolitti and the Gentiloni Pact between Myth and Reality », Catholic Historical Review (1967) 53#2 p. 217–228 sur le site